# أغليمان (الحايط)
أغليمان هو دُوَّار يقع بجماعة زعرورة، إقليم العرائش، جهة طنجة تطوان الحسيمة في المملكة المغربية. ينتمي الدوّار لمشيخة الحايط التي تضم 6 دواوير. يقدر عدد سكانه بـ 635 نسمة حسب الإحصاء الرسمي للسكان والسكنى لسنة 2004.

## روابط خارجية
- البوابة الوطنية للجماعات الترابية
- المندوبية السامية للتخطيط